# Kauppinen (Ort)

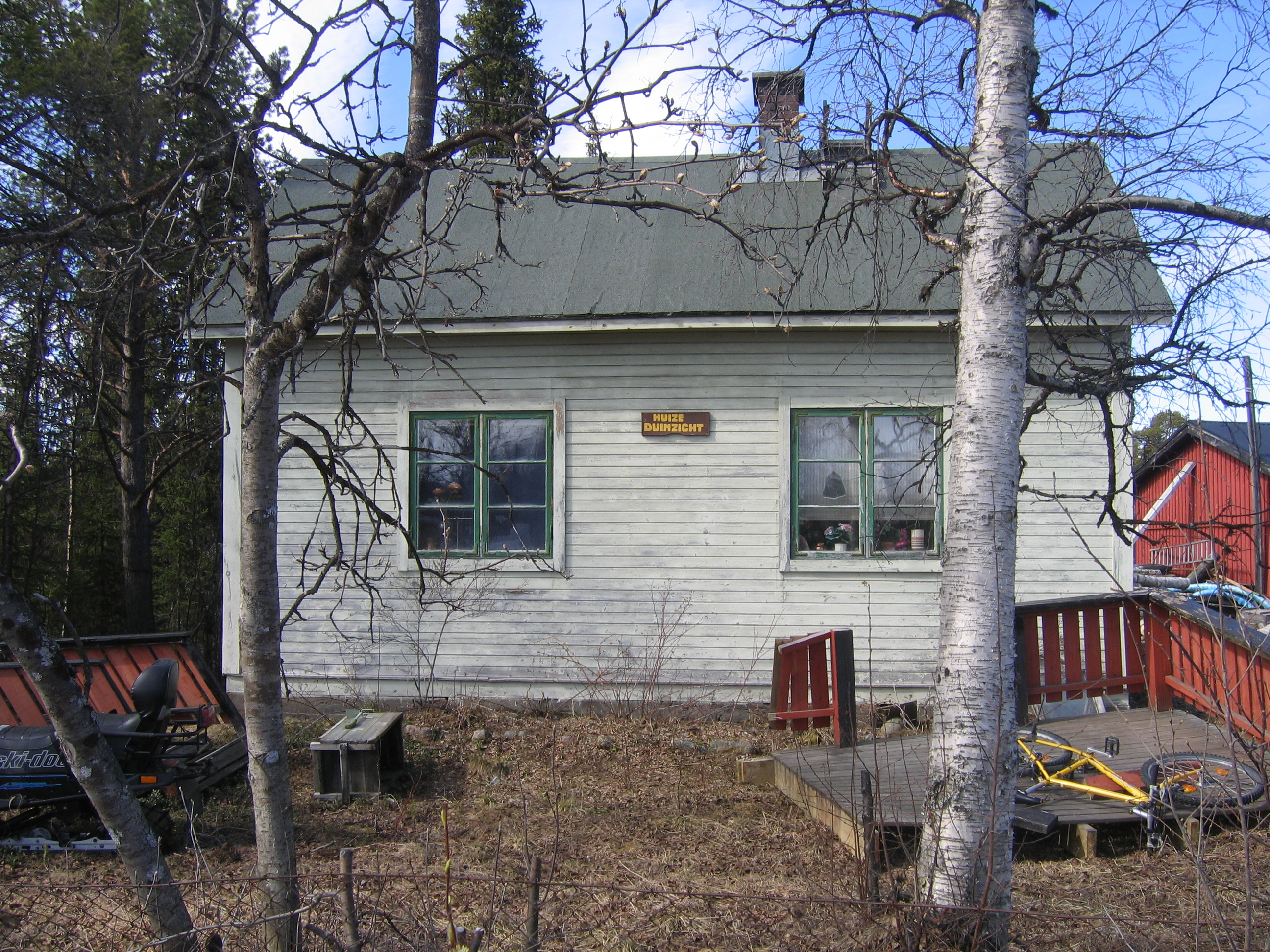
Kauppinen (2008)

Kauppinen ist eine Ortschaft (Småort) im nordschwedischen Teil Lapplands und des Tornetales.
Der Ort befindet sich etwa 10 km östlich von Kiruna auf dem Weg nach Jukkasjärvi. Bei der letzten Zählung des Statistiska centralbyrån hatte der Ort 2015 noch 51 Einwohner, so dass er gerade noch die Bedingungen erfüllte.
Kauppinen ist über die E 10 und den Länsväg BD 875 an das schwedische Straßennetz angeschlossen.